# Les demoiselles d'Avignon
Les Demoiselles d'Avignon (Le signorine di via Avignone) è uno dei più celebri dipinti di Pablo Picasso, realizzato ad olio su tela tra la fine del 1906 e il luglio del 1907. Fu il primo quadro cubista dell'artista, appartenente al suo cosiddetto periodo africano, immediatamente successivo alla sua fase nota come periodo rosa ed è conservato al MoMA di New York. È considerato il manifesto del Cubismo, nonché l'opera che ne segnò l'avvio.

## Descrizione
Il dipinto raffigura cinque prostitute in una casa di tolleranza  (via Avignone) a Barcellona. Picasso dipinse ciascun personaggio rappresentandolo simultaneamente da punti di vista differenti, privando la composizione di una veduta unitaria e cercando di riprodurre  una visione multipla degli individui e degli oggetti raffigurati. Infatti le cinque figure femminili sono liberamente disposte in uno spazio in cui gli essenziali volumi e i piani vengono incastrati uno nell'altro, scomposti in facce e ricomposti in modo bidimensionale sulla tela, creando così varie soluzioni spaziali. Picasso in questo momento comincia a concepire lo spazio in modo non più visivo, ma mentale, dando così inizio al processo di avviamento che di lì a poco condusse alla nascita dell'innovativa sintassi cubista, che avrebbe stravolto i canoni della tradizionale impostazione pittorica. L'artista attua una schematizzazione geometrica delle forme, definite da contorni spigolosi, con volti stilizzati, innaturali e sfigurati, corpi taglienti e lineamenti acuminati e asimmetrici. Si tratta di una composizione con personaggi contorti e scomposti, in cui i piani e gli oggetti sembrano ribaltarsi verso gli spettatori. In questa tela non vi è sfondo né illusione spaziale, alcune linee chiare e scure segnano i contorni di queste forme essenziali mediante uno stile sintetico. La stessa semplificazione è applicata anche per il tavolino in basso con sopra una natura morta di frutta e un tovagliolo. Picasso nella rappresentazione della scena rinuncia alla componente narrativa, infatti tranne il tavolino con natura morta in basso e la tenda rosa a sinistra, tutta l'attenzione è concentrata sui nudi femminili.
Le ragazze sembrano essere inserite all'interno di una scena teatrale, per via della tenda-sipario sulla sinistra, rappresentate così come si pongono dinanzi ai clienti prima di essere scelte. Le fonti figurative che dimostrarono l'interesse dell'artista per il primitivismo nell'arte furono numerose: la ragazza sulla sinistra che scosta la tenda rosa ricorda le sculture primitiviste di Gauguin per il suo profilo esotico con l'occhio frontale e l'arte egizia per il suo profilo duro, le due al centro con i volti asimmetrici suggeriscono un riferimento all'arte iberica preromana, agli affreschi medievali della Catalogna, mentre la figura in alto a destra e quella in basso accovacciata, che nonostante sia posta di schiena volge lo sguardo in avanti, sono un chiaro rimando allo stile delle maschere tradizionali africane. Nel quadro si può notare, infatti, la conoscenza, la rivalutazione e l'influenza della cosiddetta "arte negra" da parte di Picasso, di moda in quegli anni a Parigi, e contraddistinta da un forte linguaggio espressivo conferito soprattutto dalla sintesi visiva tra le diverse parti della figura e con forme geometriche elementari estranee ai modelli classici. La semplificazione e la squadratura dei volumi rappresentano la sintesi formale della scultura africana. Lo spazio, attraverso il superamento della prospettiva classica, si solidifica annullando la differenza tra pieni e vuoti, tra personaggi e spazio, tramite la compenetrazione di figure e sfondo. La gamma cromatica si basa fondamentalmente su una tricromia, visto che i colori essendo variazioni degli ocra, dei rosa e dei blu, sono ridotti a tre. Il colore non è modulato da alcuna incidenza luminosa, ma nella stesura segue l'inclinazione dei piani.

## Storia e analisi

Una possibile fonte d'ispirazione: Il bagno turco di Ingres.

La gestazione delle Demoiselles d'Avignon fu davvero lunga, Picasso realizzò oltre duecento schizzi e disegni prima di giungere alla versione finale dell'opera, che rimase nell'atelier dell'artista fino al 1916, anno in cui venne esposta per la prima volta. Va precisato che l'esecuzione di tali bozzetti preparatori comincia subito dopo la separazione da Fernande Olivier, un evento traumatico per l'artista, che coincide con un periodo in cui egli era dedito alle ricerche formali. Dopo aver mostrato il quadro agli amici dovette affrontare numerose critiche, poiché il dipinto fu tacciato di immoralità. Matisse, Braque, Derain, vari collezionisti tra cui Gertrude Stein, Leo Stein, Sergej Ščukin, il gallerista Kahnweiler e il pittore Uhde non compresero immediatamente le innovazioni di Picasso. Matisse, che fu tra i più sdegnati, definì il dipinto addirittura come un oltraggio per il movimento artistico moderno. Il punto di partenza per la realizzazione di quest'opera è ancora segnato dalla malinconica predilezione di squallidi ambienti, che contraddistinguono la sua produzione precedente.
I primi studi di quest'opera in realtà rappresentano sette figure, con due uomini (cancellati poi nella versione definitiva) in aggiunta ai cinque nudi femminili, identificabili con un di un marinaio e uno studente di medicina, come si può desumere dal libro che tiene in mano. In un disegno precedente lo studente aveva in mano un teschio, che secondo alcuni critici simboleggiava probabilmente la vanità della carne rispetto allo spirito, ma allertava anche dai pericoli derivanti dal contatto fisico, in particolare per quanto riguardava la sifilide, una malattia infettiva che a quei tempi si stava diffondendo velocemente e si contraeva principalmente per via sessuale, soprattutto nelle case chiuse. Inoltre, la fissità dello sguardo di tre figure e lo scivolamento della natura morta quasi fuori dal dipinto coinvolgono l'osservatore: è come se allo studente fosse subentrato lo spettatore, quasi come se Picasso avesse voluto mettere gli spettatori dentro il quadro creando uno spazio a quattro dimensioni, che comprende il nostro sguardo e il tempo.

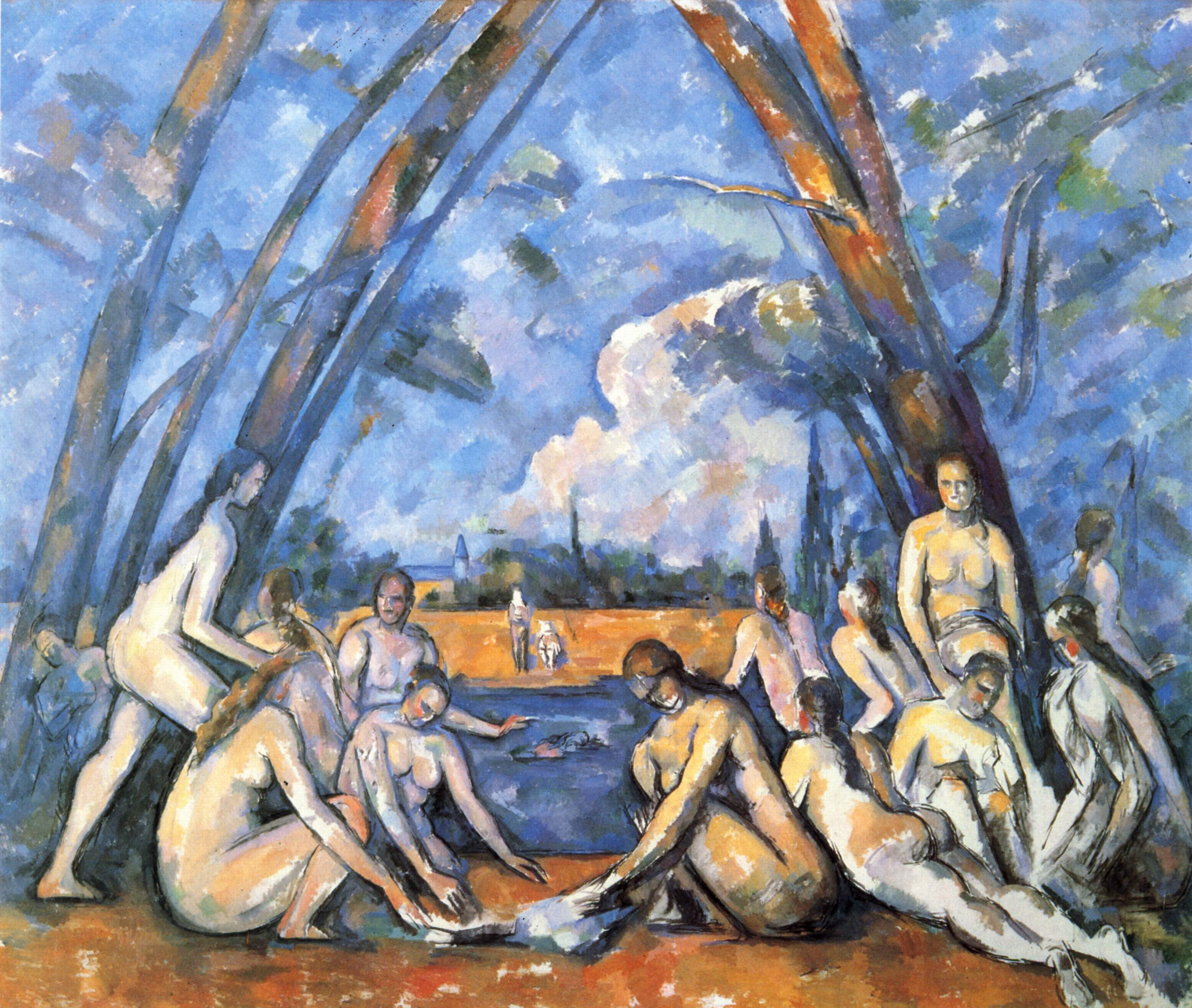
Un'altra possibile ispirazione: Le grandi bagnanti di Paul Cézanne.

Il titolo originario, poi cambiato da Picasso, doveva essere "Le bordel philosophique", e gli fu proposto ironicamente dagli amici Apollinaire, Jacob e Salmon. In base a quanto asserito da Kahnweiler, il gallerista di Picasso, la prima stesura è quella osservabile nelle due demoiselles centrali, le successive riguardano la prima figura da sinistra e, soprattutto, le due di destra, che marcano raggiungimenti più estremi. Qui Picasso abbandona I'ispirazione arcaica delle sculture iberiche per passare al forte linguaggio espressivo dell'arte africana. Fu Matisse ad avvicinare Picasso all'arte africana, infatti la genesi delle figure femminili nel 1907 sembra derivare proprio da quell'incontro. I volti allungati e privi di chiaroscuro, le nette linee di demarcazione e il naso ridotto ad una linea, mettono in risalto le somiglianze tra le figure di Picasso e quelle stilizzate della scultura primitiva. I numerosi studi e disegni eseguiti per questo quadro dimostrano l'interesse suscitato su Picasso da questa arte. Una probabile ispirazione per Picasso nella realizzazione di quest'opera fu Il bagno turco di Ingres, ma anche Le grandi bagnanti di Cézanne, le Bagnanti di Renoir e le donne ritratte da Degas e Toulouse-Lautrec.
Si pensa che Maurice Vlaminck abbia introdotto Picasso all'antica scultura africana di tipo Fang nel 1904. La scultura Fang del XIX secolo è simile nello stile a ciò che Picasso vide a Parigi poco prima de Les Demoiselles d'Avignon. La maggior parte del dibattito critico negli anni si è concentrato sul tentativo di identificare la molteplicità di stili all'interno dell'opera: l'opinione dominante per oltre cinque decenni, esposta in particolare da Alfred Barr (il primo direttore del Museum of Modern Art di New York e organizzatore di molte retrospettive sulla carriera dell'artista) è stata che l'opera si può interpretare come una prova del periodo di transizione nell'arte di Picasso, uno sforzo di connettere i suoi primi lavori al cubismo, uno stile a cui avrebbe collaborato e sviluppato per i seguenti cinque o sei anni.
Nel 1974, tuttavia, il critico Leo Steinberg, nel proprio saggio The Philosophical Brothel, propose una spiegazione completamente diversa per il gran numero di attributi stilistici. Basandosi su precedenti studi preparatori, ignorati completamente da molti critici, sostenne che la varietà di stili può essere vista come un deliberato tentativo, finemente pianificato, di catturare lo sguardo di colui che guarda. Scrutò che le cinque donne sembrano ignorarsi l'un l'altra. Piuttosto, si focalizzano solo su chi osserva e gli stili divergenti coi quali furono realizzate, collaborano a renderle più facilmente notabili. Secondo Steinberg, lo sguardo obliquo, ovvero il fatto che le figure guardino direttamente l'osservatore, così come l'idea della donna così padrona di sé, che non è presente solo per il piacere maschile, possono essere fatti risalire all'Olympia di Manet.
I primi disegni di quest'opera, rappresentano, appunto, anche due uomini, un marinaio e uno studente di medicina con un libro o un teschio in mano, cosa che portò Barr e altri ad interpretare il dipinto come un memento mori. Rimane traccia della loro presenza in un tavolo al centro: lo spigolo sporgente vicino al fondo della tela. L'osservatore, secondo Steinberg, sta ora al posto dei due uomini seduti, obbligato ad affrontare la vista delle prostitute dritto di fronte a sé, evocando così letture molto più complesse di una semplice allegoria o di un'interpretazione autobiografica che tenta di comprendere l'opera in relazione alla storia di Picasso con le donne. Un mondo di significati diviene quindi possibile, proponendo l'opera come una meditazione sui pericoli del sesso, il "trauma dello sguardo", secondo una definizione di Rosalind Krauss, e la minaccia della violenza inerente alla scena e al rapporto sessuale in generale.